# Георгиос Мелистагис
Георгиос Атанасиадис Мелистагис (на гръцки: Γεώργιος Αθανασιάδης Μελισταγής) е гръцки печатар и революционер, участник в Гръцката война за независимост.

## Биография
Георгиос Мелистагис е роден в Солун в края на XVIII век. Баща му се казва Атанасиос. Участва в избухналата Гръцка революция и служи като печатар за нуждите на борбата. В 1829 година се установява в Навплио, където основава една от първите печатници в Гърция. Там той основава една от първите печатници в Гърция, като работи с Константинос Томбрас и Константинос Йоанидис. В 1833 година Мелистагис заедно с греневеца Константинос Димидис се установяват в Ермуполи, където създават печатницата „Димиду - Мелистагус“ (Δημίδου - Μελισταγούς). През следващите три години, печатната им преса публикува над десет заглавия. В 1835 година Димидис напуска, а Мелистагис продължава да работи в печатницата до смъртта си през 1871 година, като публикува общо 170 заглавия. В 1865 година работи заедно с македонския издател Спиридон Евтимиадис от Влашка Блаца при отпечатването главно на религиозни книги. Наследниците на Георгиос Мелистагис, един от които е синът му Димостенис Мелистагис, преместват печатницата в Атина, където тя работи под същото име „Печатница на Г. Мелистагис Македонец“ (Τυπογραφείον Γ. Μελισταγούς Μακεδόνος).